# Amtsgericht Herzberg am Harz

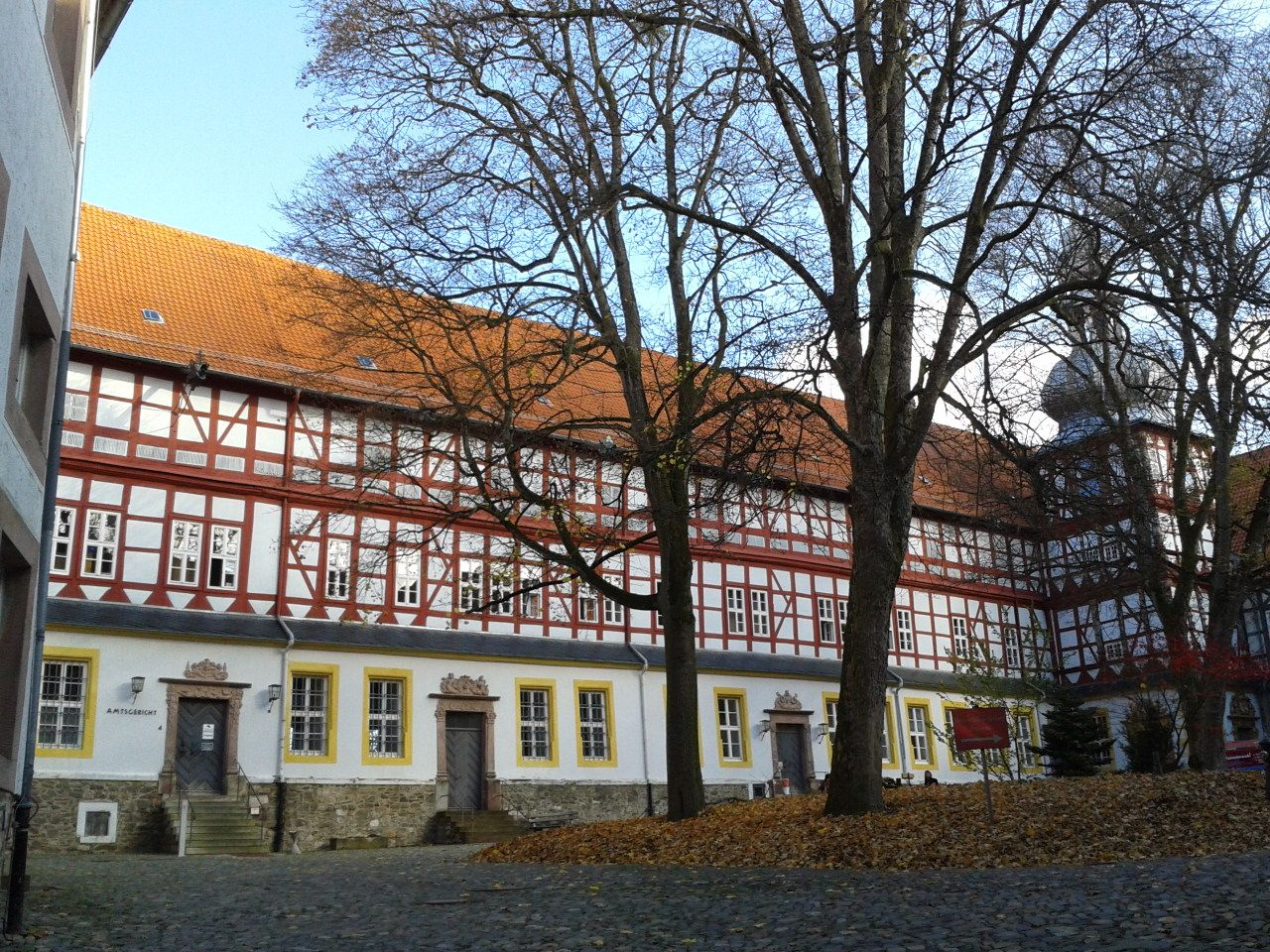
Sitz des Amtsgerichts im Schloss Herzberg

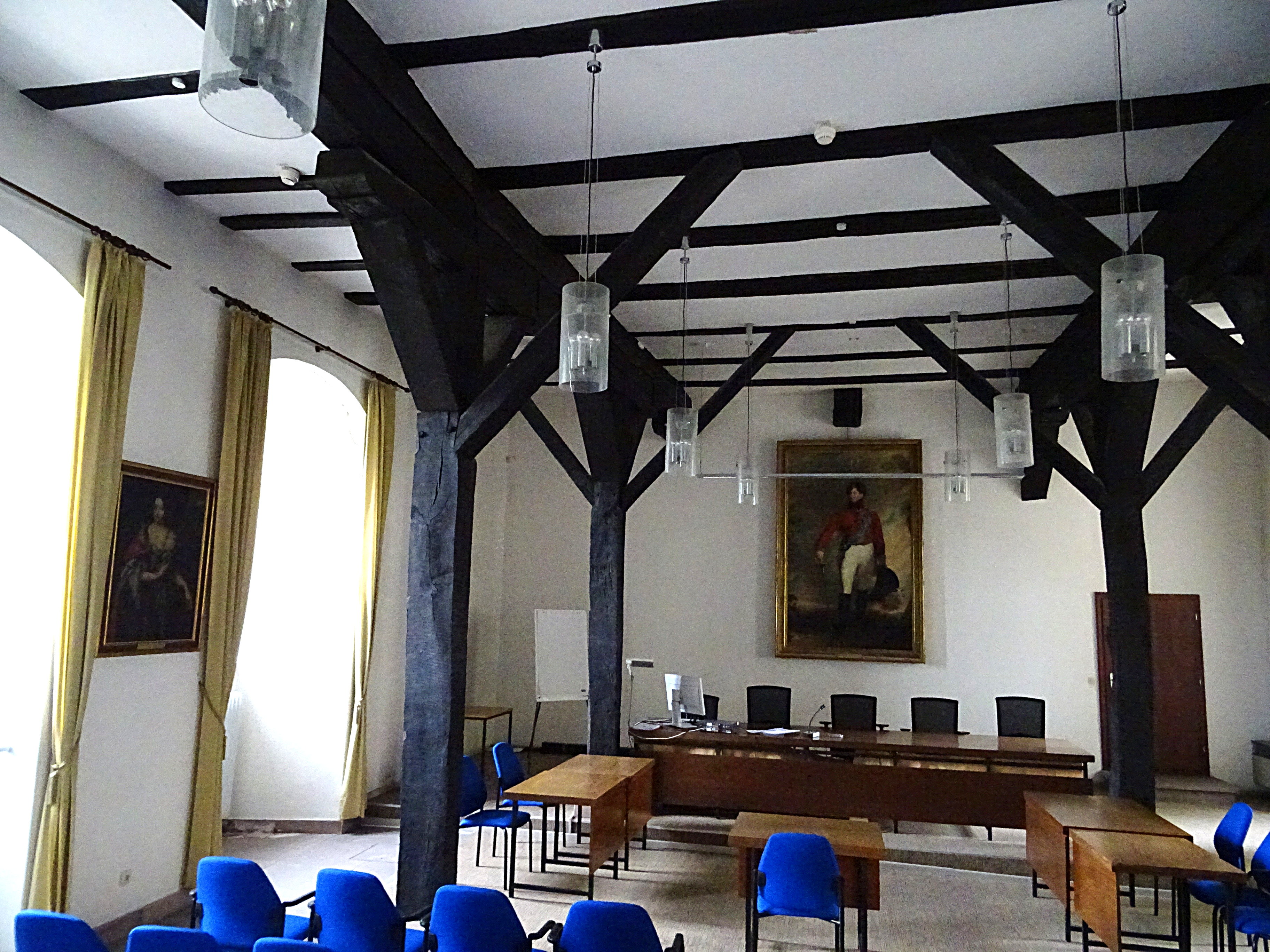
Gerichtssaal 11

Das Amtsgericht Herzberg am Harz ist eines von sieben Amtsgerichten im Landgerichtsbezirk Göttingen. Es hat seinen Sitz auf Schloss Herzberg in Herzberg am Harz.
Das Amtsgericht hatte 2004 insgesamt 36 Mitarbeiter, darunter vier Richter und sechs Rechtspfleger. Der Gerichtsbezirk des Amtsgerichts Herzberg am Harz umfasst die Städte Bad Lauterberg, Bad Sachsa und Herzberg am Harz, die Einheitsgemeinde Walkenried, die Samtgemeinde Hattorf am Harz sowie das gemeindefreie Gebiet Harz im Landkreis Göttingen. Das Amtsgericht Herzberg am Harz hat somit etwa 36.000 Gerichtseingesessene. Übergeordnetes Gericht ist das Landgericht Göttingen.

## Geschichte
Nach der Revolution von 1848 wurde im Königreich Hannover die Rechtsprechung von der Verwaltung getrennt und die Patrimonialgerichtsbarkeit abgeschafft.
Das Amtsgericht wurde daraufhin mit der Verordnung vom 7. August 1852 die Bildung der Amtsgerichte und unteren Verwaltungsbehörden betreffend als königlich hannoversches Amtsgericht gegründet.
Es umfasste das Amt Herzberg.
Das Amtsgericht war dem Obergericht Osterode untergeordnet. Mit der Annexion Hannovers durch Preußen wurde es zu einem preußischen Amtsgericht in der Provinz Hannover.
Das Gericht befindet sich seit 1852 im sogenannten "Sieberflügel" sowie dem "Grauen Flügel" auf Schloss Herzberg. Der größte Gerichtssaal (Saal 11) befindet sich in der ehemaligen Schlossküche. Im ersten Stockwerk sind zwei weitere Sitzungssäle sowie die Büros der Mitarbeiter, Richter und Amtsgerichtsdirektorin.
Seit 2017 laufen umfangreiche Sanierungsarbeiten auf Schloss Herzberg. Aus diesem Grund wird das Gericht für einige Jahre in den umgebauten und sanierten "Marstallflügel" umziehen.
Durch den Einbau einer Aufzugsanlage im "Marstallflügel" ist dieser Schlossflügel jetzt barrierefrei.